# Blessey
Blessey è un comune della Francia soppresso e frazione di 24 abitanti (2006) situato nel dipartimento della Côte-d'Or nella regione della Borgogna-Franca Contea.
Il 1º gennaio 2009 si è fuso con il comune di Saint-Germain-Source-Seine per formare il nuovo comune di Source-Seine.

## Società

### Evoluzione demografica
Abitanti censiti